# 島根県旗
島根県旗（しまねけんき）は、日本の都道府県の一つ、島根県の旗。本項では、旗に図示されている島根県章（しまねけんしょう）についても併せて解説する。

## 概要
1968年（昭和43年）11月8日、同年が明治百年に当たることを記念して県告示955号により制定された。片仮名の「マ」を4個組み合わせて「四マ＝シマ」と読み、雲型に形成された円は県民の団結・県の調和ある発展と躍進を表している。
県旗は茶色の地に金色の県章を中央に配置するが、略式の場合は県章を白抜きにしても良いとされる。

### 旧県職員徽章

旧島根県職員徽章

現在の県章が制定される前は、1952年（昭和27年）4月8日に制定した県職員徽章を県章に代えて使用していた。二重の円の内側やや右下寄りに「しまね」の日本式ローマ字表記“SIMANE”を配し、円の左上に「県」の旧字体である「縣」をデザインしたものである。
県旗に代えて使用していた県職員団旗もこの旧県職員徽章をデザインしたものが使われていた（配色や徽章の配置は不明）。

## シンボルマーク
島根県では県章とは別に、1990年（平成2年）にシンボルマーク「シマネスク・島根」を制定している。郷土を照らす太陽を動的な描線でデザインし、無限の可能性をもって躍動・発展する様子を表すと共に県民の大きな夢と希望、島根の魅力づくりに向ける県民の情熱と力をイメージしている。
都道府県章とは別にシンボルマークを制定した都道府県の多くはシンボルマークの使用を優先しているが、島根県の場合は2000年代後半からシンボルマークの利用頻度が減少しており県のウェブサイトでも県章の方が優先的に使用されている。また、東京都や鹿児島県のようなシンボルマーク旗は制定されていない。